# Tromotriche thudichumii
Tromotriche thudichumii là một loài thực vật có hoa trong họ La bố ma. Loài này được (Pillans) Leach miêu tả khoa học đầu tiên năm 1982.